# Áreas protegidas de Fiyi

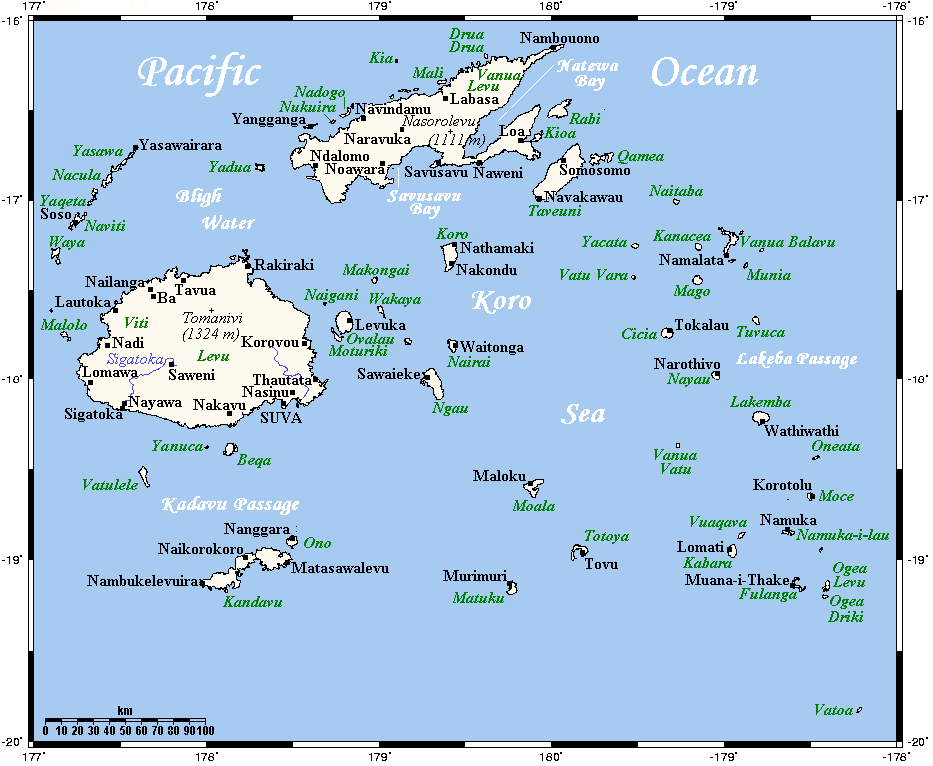
Mapa de Fiyi

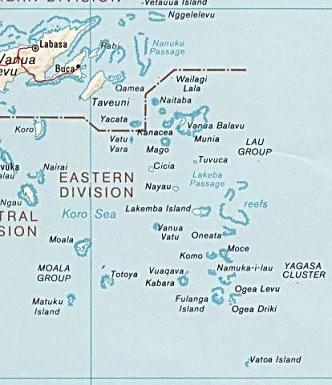
Provincia de Lau, en Fiyi

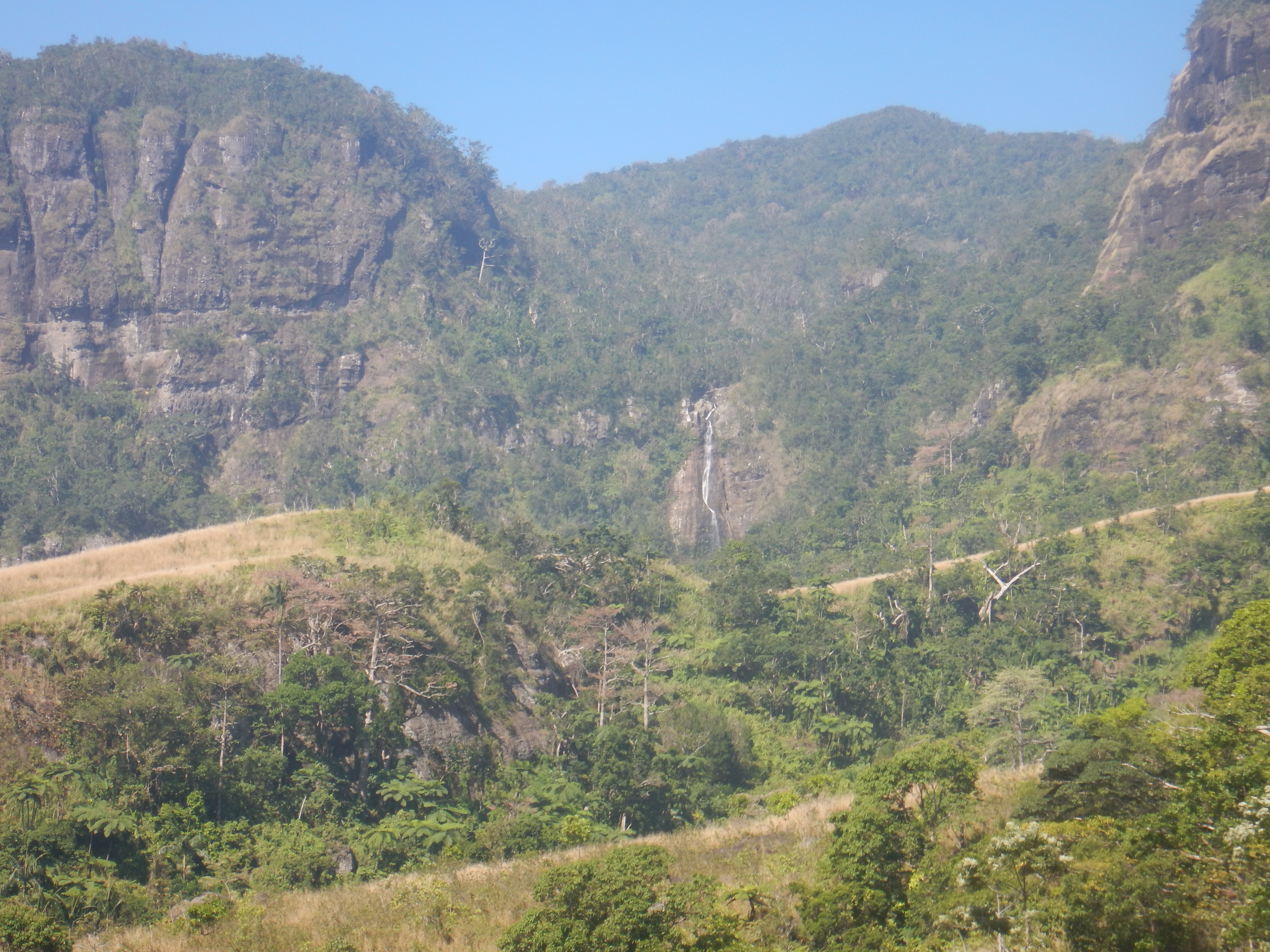
Cascada de Savuione, en el Parque nacional de Koroyanitu, en la isla de Viti Levu

En Fiyi hay 146 áreas protegidas que ocupan 1037 km² (kilómetros cuadrados) de la superficie terrestre, el 5,41 % del total de 19 155 km², y 11 959 km² de áreas marinas, el 0,92 % de los 1 293 035 km² de superficie marina del país. Hay 1 parque nacional, 6 reservas naturales, 6 reservas forestales, 9 áreas marinas protegidas, 3 reservas de fauna, 103 áreas marinas gestionadas localmente, 1 santuario de iguanas, 1 parque forestal y 2 reservas recreativas. Además, hay 2 sitios Ramsar.

## Contexto
En las islas Fiyi hay unas 330 islas y unos 500 atolones, islotes y arrecifes. El total del área terrestre es de 18.270 km2. La mitad del área está cubierta por la isla Viti Levu, de 10.429 km2, y un tercio por la isla Vanua Levu, de 5556 km2. En un clima tropical, las temperaturas oscilan entre 16 y 32oC. Los vientos dominantes del sudeste proporcionan unos 3300 mm de lluvia al año, mientras que las laderas orientadas al norte reciben solo unos 540 mm. Entre noviembre y abril hay ciclones.
Hay cuatro tipos de bosques: preservados, protegidos, de uso múltiple y de plantación. Los bosques pueden ser: lluviosos de tierras bajas, nubosos, secos de hoja ancha, manglares, costeros, abiertos de hoja ancha en humedales, lluviosos de tierras altas, secos mixtos, de matorrales en zonas costeras y de un tipo llamado talasiqa, que cubre un tercio de las islas grandes y que corresponde a bosques degradados por incendios y pastoreo en un mosaico de hierbas ignífugas y sabana.
El bosque de tierras bajas en las dos islas principales y en zonas con más de 2250 mm anuales de lluvia está formado por árboles de 20 a 30 m de altura, con especies características como Calophyllum vitiense y Endospermum macrophyllum, y otras como Canarium vitiense, Cleistocalyx spp., Garcinia vitiense, Heritiera ornithocephala, Myristica castaneifolia, Palaquium hornei, Parinari insularum, Syzygium spp. y el pino kauri (Agathis vitiensis). En las mesetas calizas con poco suelo hay, entre otras especies, Ficus spp., Intsia bijuga, Koelreuteria elegans, Pittosporum brackenridgei y Millettia pinnata. En la isla de Vanua Balavu, la tercera más grande del archipiélago, de 57 km2, coralina y volcánica, hay un bosque maduro dominado por Dysoxylum mollissimum ssp. molle, Ficus prolixa, Kleinhovia hospita, Maniltoa floribunda y Veitchia joannis, sobre suelos calizos y basálticos.

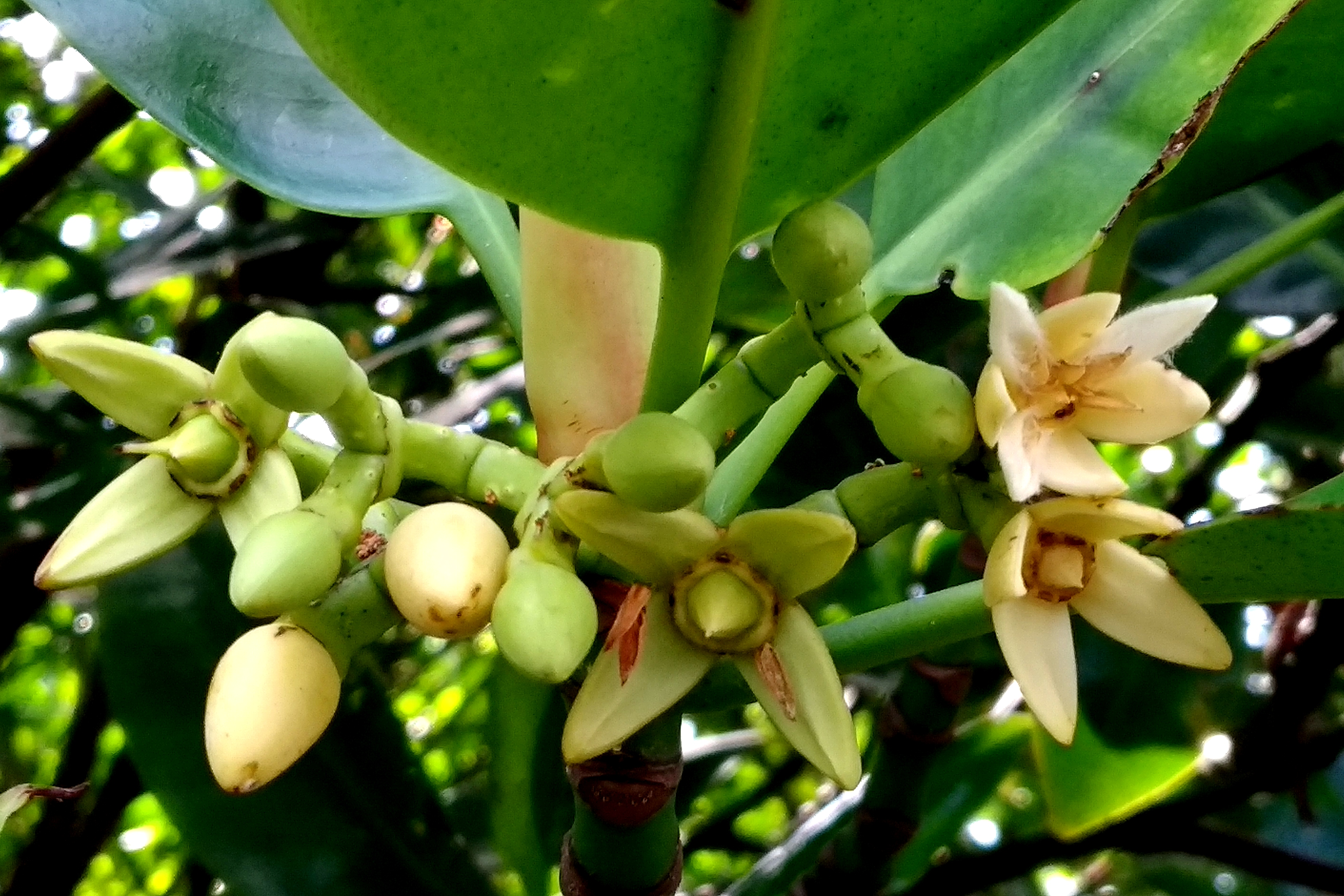
Rhizophora stylosa en los manglares de Fiyi

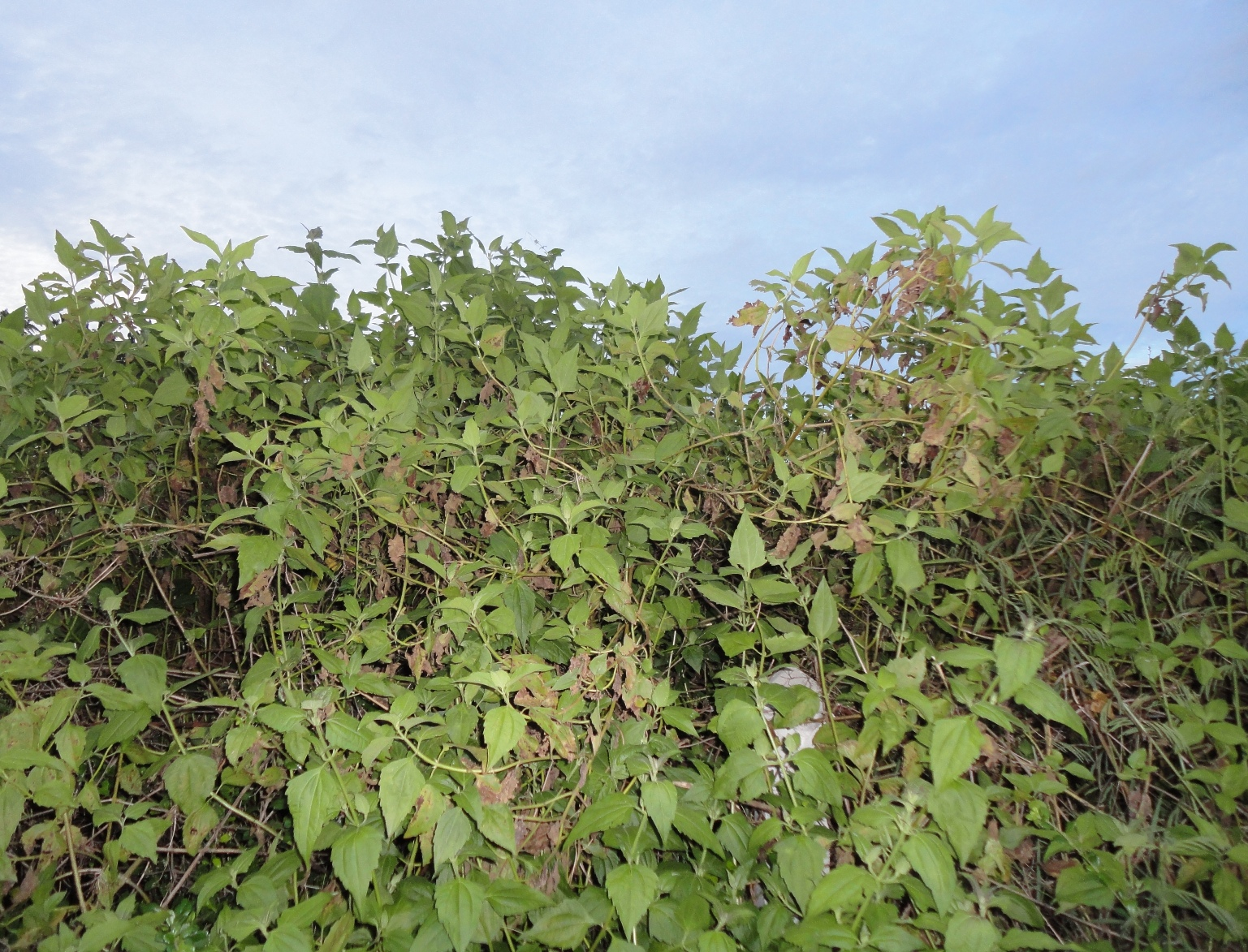
Wollastonia biflora, en la zona de arbustos cerca de la costa

El bosque nuboso aparece a 600 de altura cerca de la costa y a 900 m en el interior. La niebla reduce la fotosíntesis. A 1200 m aparecen especies únicas como Ardisia brackenridgei, Dysoxylum lenticellare, Fagraea vitiensis y Weinmannia spp.
El bosque seco de hoja ancha en las zonas orientadas al norte padece un periodo de sequía y está muy castigado por los incendios y el pastoreo. En Viti Levu no quedan bosques vírgenes, sustituidos por parches de Casuarina equisetifolia junto con Acacia richii, Alphitonia zizyphoides, Gymnostoma vitiense, Trichospermum richii y la palmera Pritchardia pacifica. En Vanua Levu quedan algunos bosquetes de Santalum yasi.
Los manglares en los deltas de los ríos y zonas mareales están formados principalmente por siete especies: Rhizophora stylosa y el híbrido Rhizophora x selala forman una franja costera achaparrada, más adentro se encuentra un bosque mixto de Bruguiera gymnorrhiza, Excoecaria agallocha, Lumnitzera littorea y Xylocarpus granatum, y de forma dispersa Rhizophora samoensis.
Los bosques costeros formados por rodales puros de Casuarina equisetifolia o Pandanus tectorius son reemplazados tierra adentro por un bosque litoral mixto que incluye Barringtonia asiatica, Calophyllum inophyllum, Cocos nucifera, Cordia subcordata, Hibiscus tiliaceus, Hernandia nymphaeifolia, Terminalia catappa, Thespesia populnea y Tournefortia argentea. En la costa es típico encontrar una zona herbácea seguida de una de arbustos dominada por Scaevola taccada, junto con Clerodendrum inerme, Sophora tomentosa y Wollastonia biflora.
Las llanuras costeras poco drenadas a lo largo de los ríos incluyen de forma dispersa Annona glabra, Barringtonia racemosa, Fagraea berteroana y Glochidion cordatum.
Los bosques lluviosos de zonas altas bien orientados en las islas de Viti Levu, Vanua Levu y Taveuni se distinguen de los de zonas inferiores por ser de menor tamaño y altura. Aun hay una zona con más de 3750 mm de precipitación distinta de otra en que caen de 2000 a 3750 mm. En la zona más húmeda dominan Agathis vitiensis y Nageia vitiensis, con mezcla de las especies de estratos inferiores como Calophyllum vitiense, Dysoxylum molllisimum spp. molle, etc.
Los bosques mixtos secos están dominados por la conífera Dacrydium nidulum var. nidulum y la endémica Fagraea gracilipes, con mezcla de Podocarpus neriifolius, Gymnostoma vitiense, Aleurites moluccana, etc.
Por último, la talasiqa (quemada por el sol), que cubre un tercio de Viti Levu y Vanua Levu, es una zona degradada por los incendios y el pastoreo en un mosaico de herbazales pirófitos, con grandes áreas de Miscanthus floridulus y Pennisetum polystachyon. En zonas más empobrecidas, se encuentran los helechos Pteridium aquilinum var. esculentum y Dicranopteris linearis, aunque se han introducido especies combustibles para los hogares como Casuarina equisetifolia y Pandanus tectorius, así como diversos arbustos.

## Parques nacionales
- Parque nacional patrimonio de Koroyanitu, 35 km² (kilómetros cuadrados). Al oeste de la isla de Viti Levu, a 10 km (kilómetros) al sudoeste de Lautoka. Se creó en 1992 para preservar las aves endémicas y evitar la tala de bosques y la creación de pastizales. Culmina en el monte Batilamu, de 1163 m (metros), desde donde se puede ver la ciudad de Lautoka y la cercana isla de Yasawa. Destaca la cascada de Savuione, que suma 80 m en dos saltos sobre una profunda poza. Se visita desde el centro de visitantes de Abaca.[5]

## Reservas naturales

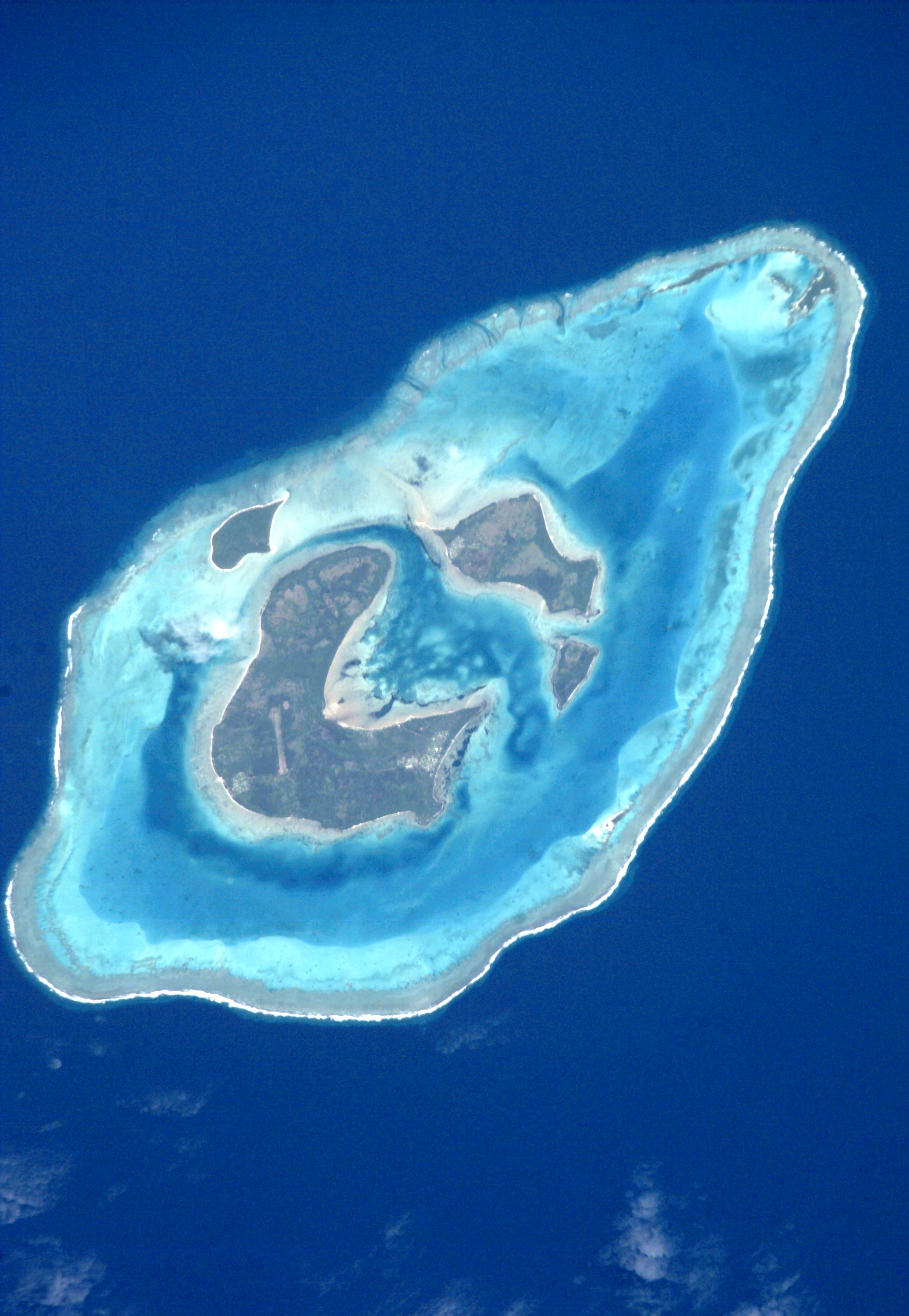
Grupo de islas Ono-i-Lau, en la provincia de Lau

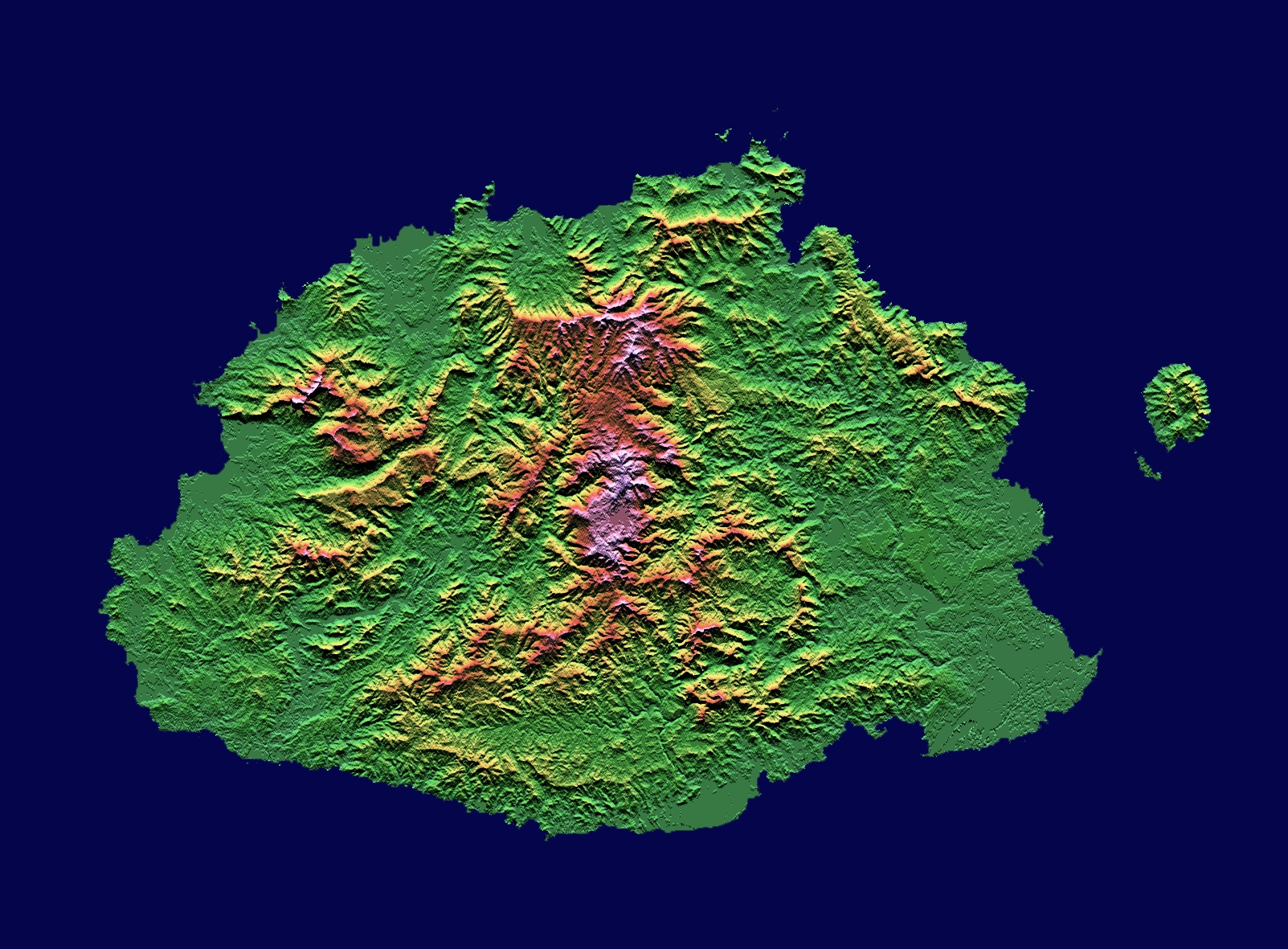
Monte Tomavini en la isla de Viti Levu.

- Ravilevu, 40,2 km² (kilómetros cuadrados), al sudeste de Taveuni. Se encuentra en la costa y es famosa por las cascadas que caen directamente al mar. Destaca la cascada de Savulevu Yavonu, de 20 m de altura.[6]
- Tomanivi, 11 km², en el centro-norte de Viti Levu. El monte Tomanivi es la montaña más alta de Fiyi. Se trata de un volcán extinto de 1234 m en cuyas laderas se encuentra el IBA, de importancia para las aves de Gran Tomanivi, de 188 km2, entre 500 y 1234 m, que combina la Reserva natural de Tomanivii y la Reserva forestal de Wabu, sí como otros bosques que forman un conjunto compacto en el que se puede encontrar el amenazado lori gorgirrojo, así como la yerbera de Fiyi, la paloma perdiz amistosa y el diamante piquirrosado.[7]
- Naqarabuluti, 2,79 km², en Viti Levu. Pequeña reserva forestal al norte de la anterior.
- Darunibota y Labiko, al sudeste de Viti Levu.
- Vunimoli, 20 ha (hectáreas), en Vanua Levu.
- Vuo, 3 ha, en Viti Levu.

## Reservas forestales

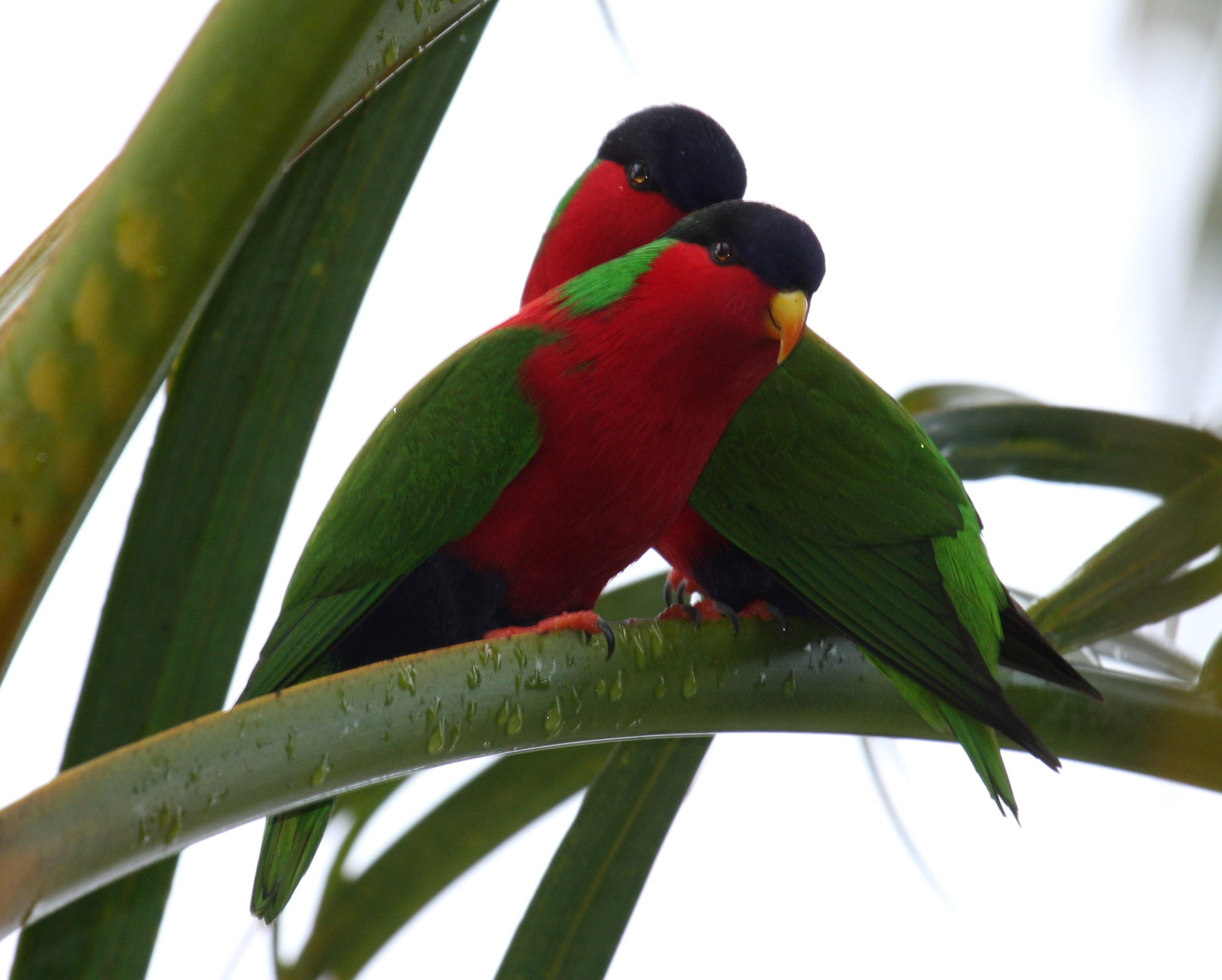
Lori solitario en la isla de Tauveni.

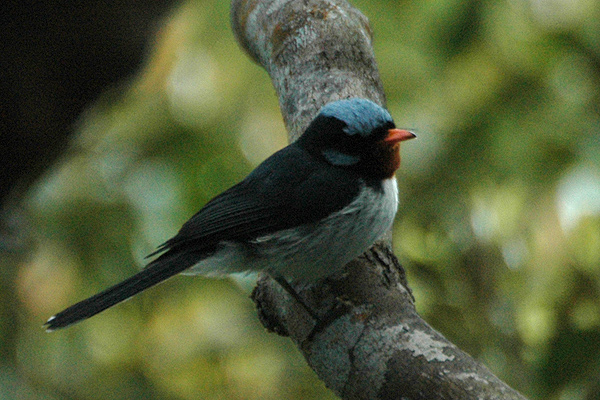
Monarca crestiazul

- Nadarivatu/Nadala, 0,67 km² (kilómetros cuadrados), en Viti Levu.
- Wabu, 10,62 km², al norte, en el interior de Viti Levu.

- Colo-i-suva, 4,97 km², al norte de Suva, en Viti Levu. Retazo de bosque tropical lluvioso en el interior de la isla. Después de un periodo de tala agresiva en los años 1940 y 1950, se plantaron árboles de caoba y pinos para estabilizar el terreno sin destruir la vegetación autóctona y más tarde se convirtió en un parque forestal. Hay cascadas interesantes en Waisila Creek.[8] Entre la vida salvaje destacan las numerosas aves endémicas de las islas y la región, entre ellas el gavilán de las Fiyi, el aguilucho lagunero del Pacífico, el tilopo dorado, la dúcula ladradora, el tipolo multicolor, la salangana culiblanca, el lori solitario, el papagayo enmascaradol el artamo de las Fiyi, el monarca de Fiyi, el monarca gorginegro, el monarca crestiazul, el diamante de Fiyi y otros.[9]

- Qaranibuluti, 2,43 km², al norte de Viti Levu.
- Savura, 1,9 km², al sudeste de Viti Levu.

- Waisali, 3.07 km². Al norte de Savusavu, en la isla de Vanua Levu, esta pequeña reserva forestal lluviosa posee más de 30 especies de orquídeas y al menos 21 especies de aves, entre ellas el tilopo naranja, el papagayo granate, el lori solitario y el mielero pechinaranja.[10]

Además de las reservas mencionadas por el IUCN, el SPREP (Pacific Regional Environment Programme), organización intergubernamental ubicada en Samoa con el fin de asegurar la protección y el desarrollo sostenible de los recursos naturales del área del Pacífico, menciona las siguientes reservas forestales: Yarawa, Naboro, Buretolu, Lololo, Saru Creek, Koroutari y Taveuni.

## Santuario

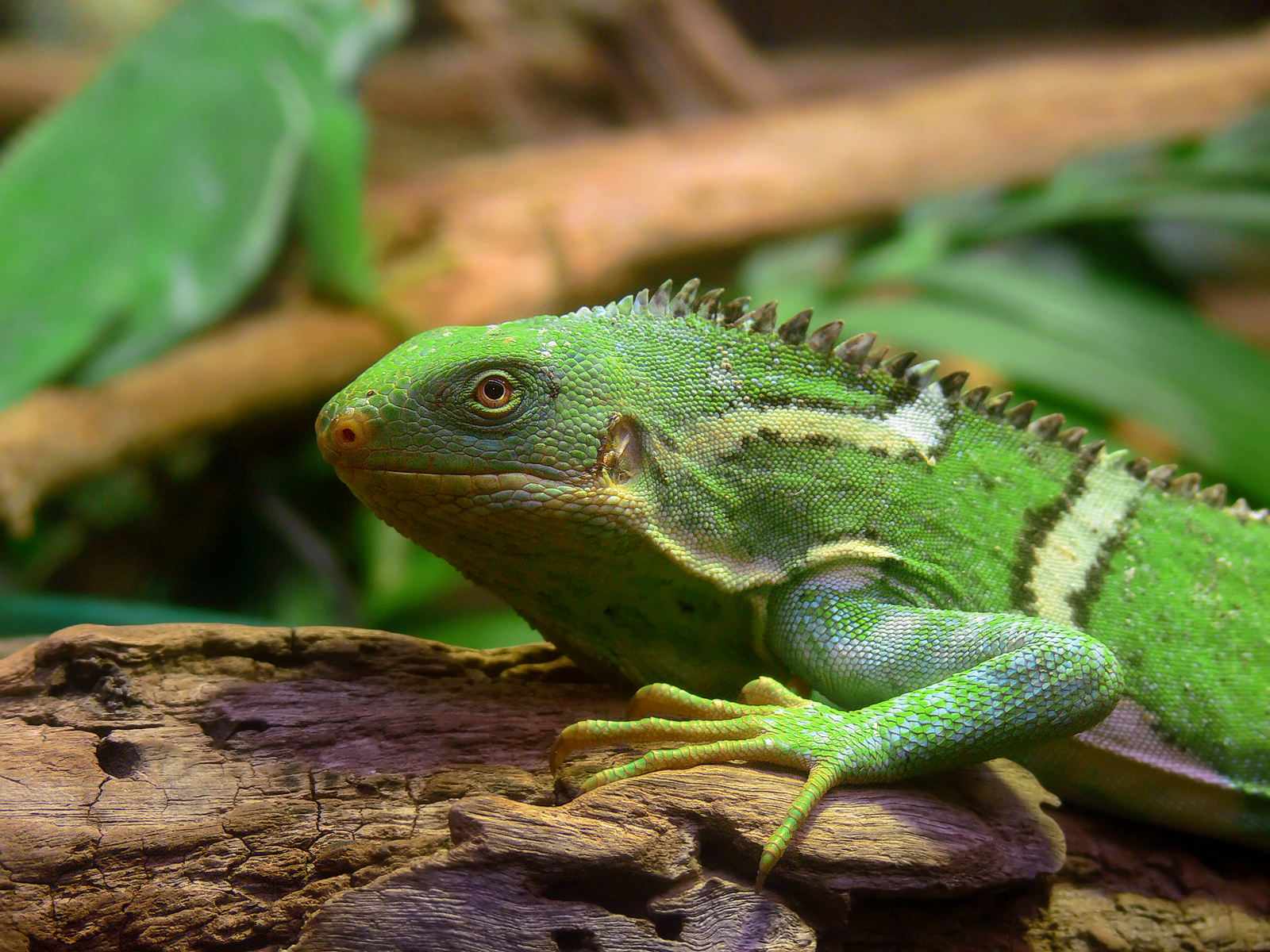
Iguana crestada de Fiyi.

- Santuario de iguanas Yadua Tabu, 72 ha (hectáreas), 16°50′00″S 178°16′45″E. Islote volcánico de Yadua Tabu, al norte de Vanua Levu y al sur de la isla más grande de Yadua. Protege la iguana crestada de Fiyi, que vive en el bosque que rodea la playa. Está propuesto para patrimonio de la Unesco desde 1999.[13]

## Áreas marinas protegidas
Fiji tiene 10.020 km2 de arrecifes de coral y 385 km2 de manglares. Hay más de 398 especies de corales, 9 especies de mangles y más de 1200 variedades de invertebrados de arrecife y peces. 

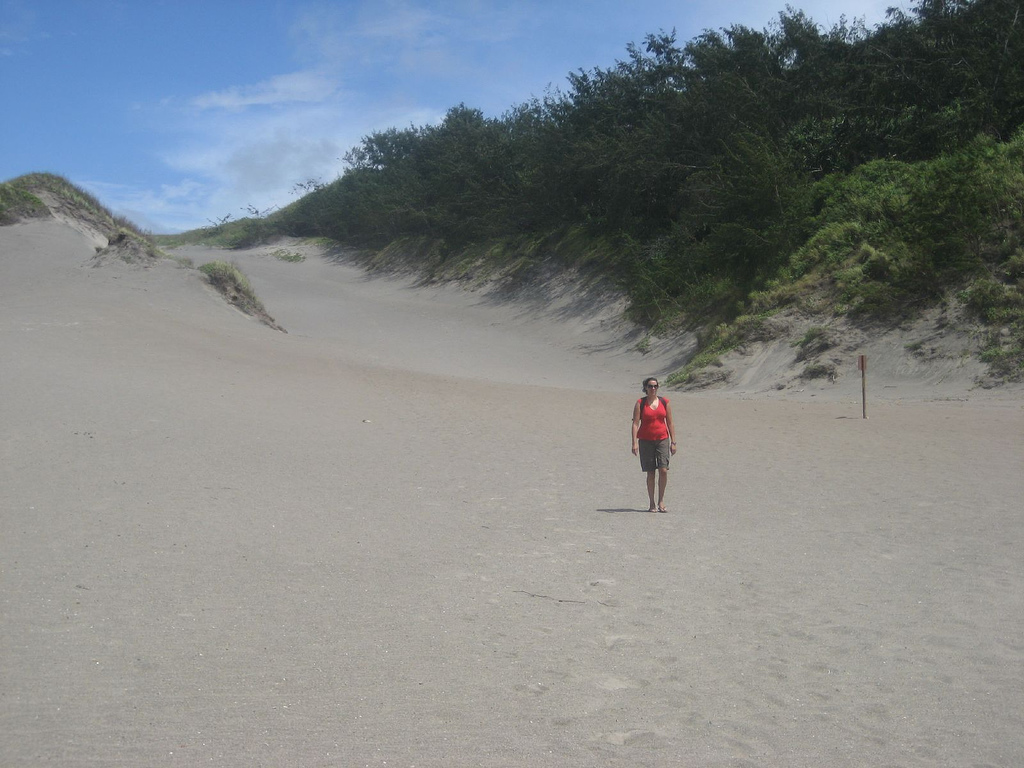
Dunas de Sigatoka

- Dunas de Sigatoka, 1,77 km² al sur de Viti Levu, 18°9′59.76″S 177°29′20.04″E. Esta zona de dunas en la desembocadura del río Sigatoka se considera a veces parque nacional. Las dunas parabólicas de 20 a 60 m de altura cubren 650 ha. Se han encontrado restos arqueológicos de 2600 años y la zona está propuesta como patrimonio de la humanidad por la Unesco.[14] Existe un bosque único en las dunas, formado por especies que suelen crecer tierra adentro, como Calophyllum inophyllum, Dysoxylum mollissimum ssp. molle y Syzygium richii, debido a la naturaleza de la arena rica en hierro y magnetita.[15]

- Isla de Manava, al norte de Viti Levu. Forma parte de un grupo de islas arenosas formadas sobre plataformas de arrecifes sumergidos que empezaron a emerger durante la bajamar a partir del año 1300. Una vez emergidas, se formaron manglares y lechos de pastos marinos que permitieron la acumulación de sedimentos, dando lugar a islas de arena que desplazaron los manglares y los pastos marinos hacia sus márgenes. El ascenso del nivel del mar por el cambio climático está provocando grandes cambios en el perfil de las islas, muy dañadas por el ciclón Winston en 2016, que acumuló escombros en sus orillas.[16]

- Isla de Tavarua, al oeste de Viti Levu. El área protegida de la reserva natural de la isla de Taravua, desde abril de 2025, tiene 5,62 km2, el 0,5 % del área total pesquera perteneciente al arrecife de la isla de Malolo, de 1096 km2 en la provincia de Nadroga-Navosa.[17] La reserva conserva la mayor población de almeja gigante de Fiyi, así como diez especies de pepino de mar, 70 especies de peces, unas 200 especies de coral y playas de cría de tortugas y aves acuáticas.[18]

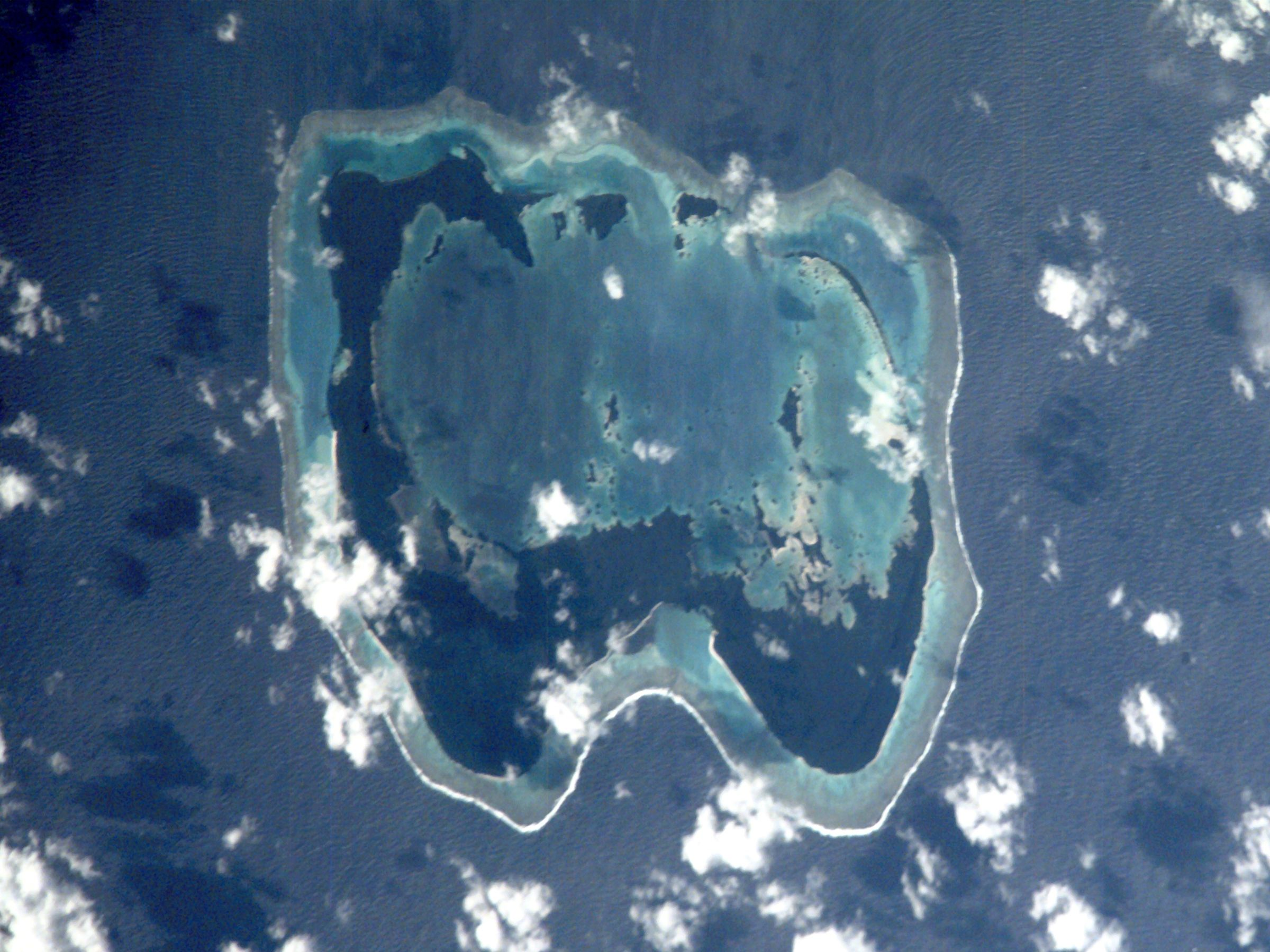
Isla de Fulaga, en el grupo de Lau

- Área marina de Vuna, 15,55 km2, toda la zona costera del centro al sur de la isla de Taveuni. La localidad de Vuna se encuentra al sur de la isla, con una laguna de arrecife en el extremo noroeste. En su parte oriental termina en el parque marino de Waitabu.

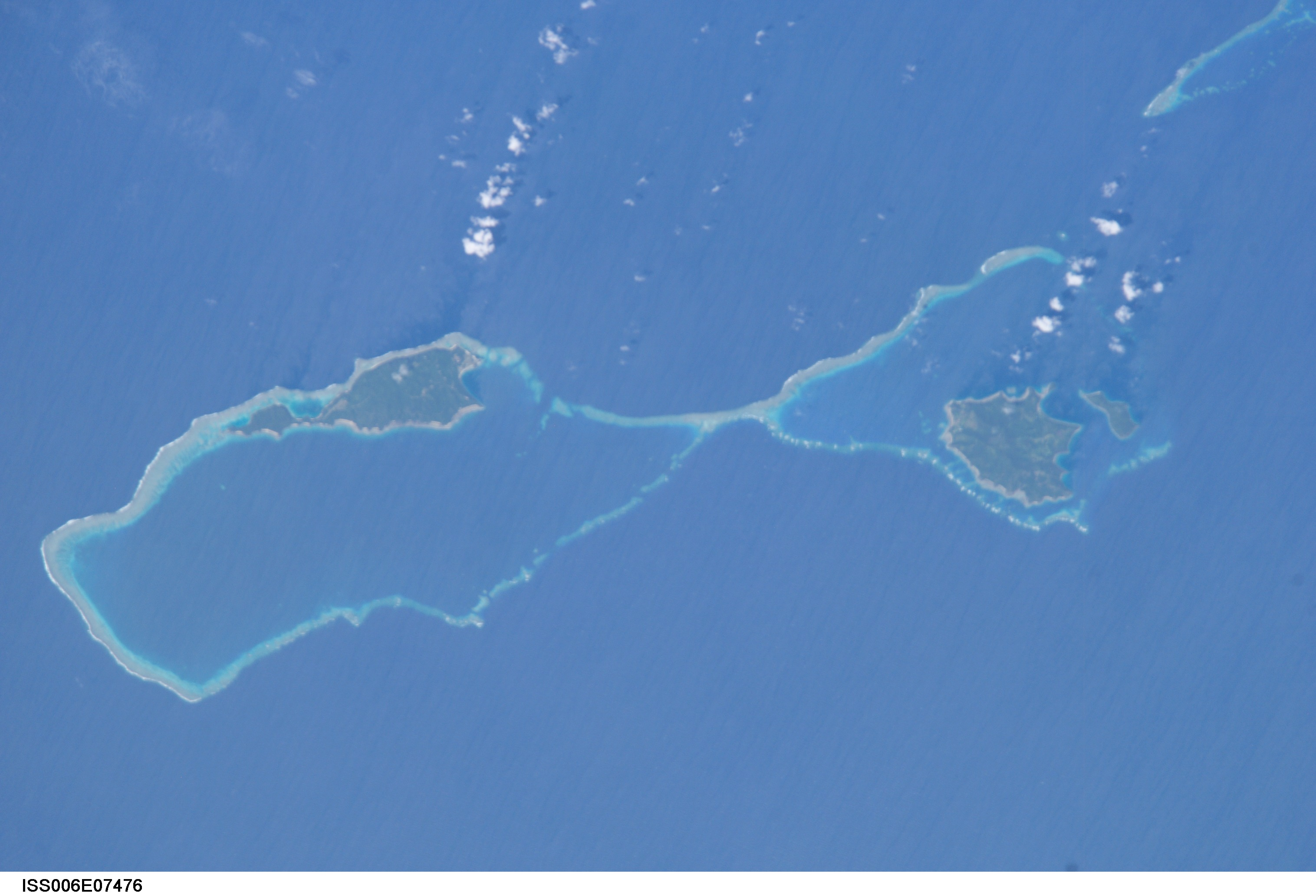
Islas de Wakaya, a la izquierda, y Makogai.

- Parque marino de Waitabu, al este de Taveuni. El parque marino es un estrecho arrecife de 900 m de largo y 300 m de anchura, a 100 m de la playa, incluyendo un profundo canal y una pradera marina. Incluye un proyecto para proteger el ecosistema y al mismo tiempo a cuatro localidades y la comunidad indígena.[19]

- Fulaga, 18,5 km2, al sur del grupo de Lau. Es una isla arrecife de caliza con forma de media luna y una laguna interior que es el hábitat de la palmera Pritchardia thurstonii.

- Laguna de Great Astrolobe, 210 km2, al oeste de Viti Levu. Dentro del arrecife de Great Astrolabe, al oeste del grupo de la isla de Kadavu.[20] El arrecife del Gran Astrolabio rodea la isla de Kadavu, la cuarta más grande de Fiji, con unos 65 km de longitud. Es una de las barreras de arrecife más grandes del mundo, con abundancia de peces espada, tiburones, atunes, Caranx ignobilis, dorados y pargos.  Partes del arrecife, como el paso de Naikoro, están protegidos. La laguna, de forma oval, con 22,5 km de largo y un máximo de 12,5 km de anchura, se encuentra al norte de la isla, dentro del arrecife, a 70 km al sur de Suva, la capital de Fiyi.[21]

- Isla de Makogai, 8,4 km², entre las islas de Viti Levu y Vanua Levu. Tiene una altitud máxima de 267 m en dos elevaciones en el interior, visibles desde la isla de Ovalau. El bosque de la playa está dominado por cícadas, y la isla está rodeada por un arrecife. En 2016, un centro de investigación fue destruido por el ciclón Winston. La isla fue usada como leprosería entre 1911 y 1950. En 2019, el gobierno prohibió el uso de plásticos y declaró la zona marina protegida.

- Arrecife de Bukatatanoa, 35 km², en torno a la isla de Oneata. También Mbukatatanoa y Argo. Forma parte del grupo de islas Aiwa, rodeadas de arrecifes de coral. Están formadas por la isla de Aiwa (18°20'S, 178°41'W), al sur, los arrecifes de Mbukatatanoa, a 11 millas al este de Lakemba y al nordeste de Aiwa, que incluyen dos extensas lagunas separadas por un estrecho y profundo canal; el atolón de Reid, una barrera de arrecife circular que incluye una laguna y tres islotes; el banco de Malan, arena y coral a unos 14,6 de profundidad, entre Reid y Mbukatatanoa, y el paso de Lakemba, al oeste.[22]

- Vuata Ono, 7,9 km², en el grupo de islas Ono-i-Lau (20°41'S., 178°47'W), un clúster de tres islas volcánicas y tres islas coralinas rodeadas por un arrecife de forma oval, de 9,5 km de nordeste a sudeste y 6,5 km de anchura. En la parte noroeste de la mayor isla se encuentra la elevación más alta, de 113 m. Vuata Ono es un arrecife muy superficial sobre el que rompen las olas, a unos 8 km al sudoeste de Ono-i-Lau.[23]

- Biaugunu/Lakeba/Natuvu/Vuniwai, 65,44 Km2. Área marina gestionada localmente al nordeste de Vanua Levu, frente a la costa de la localidad de Bianugu, más los arrecifes de coral que hay frente a Natuvu, al sudeste de la isla, y otras dos localidades.

- Dawasamu/Nasinu/Natacileka/Natale-i-ra/Silana, 150 km² (kilómetros cuadrados). Área marina gestionada localmente al nordeste de Viti Levu.

## Sitios Ramsar

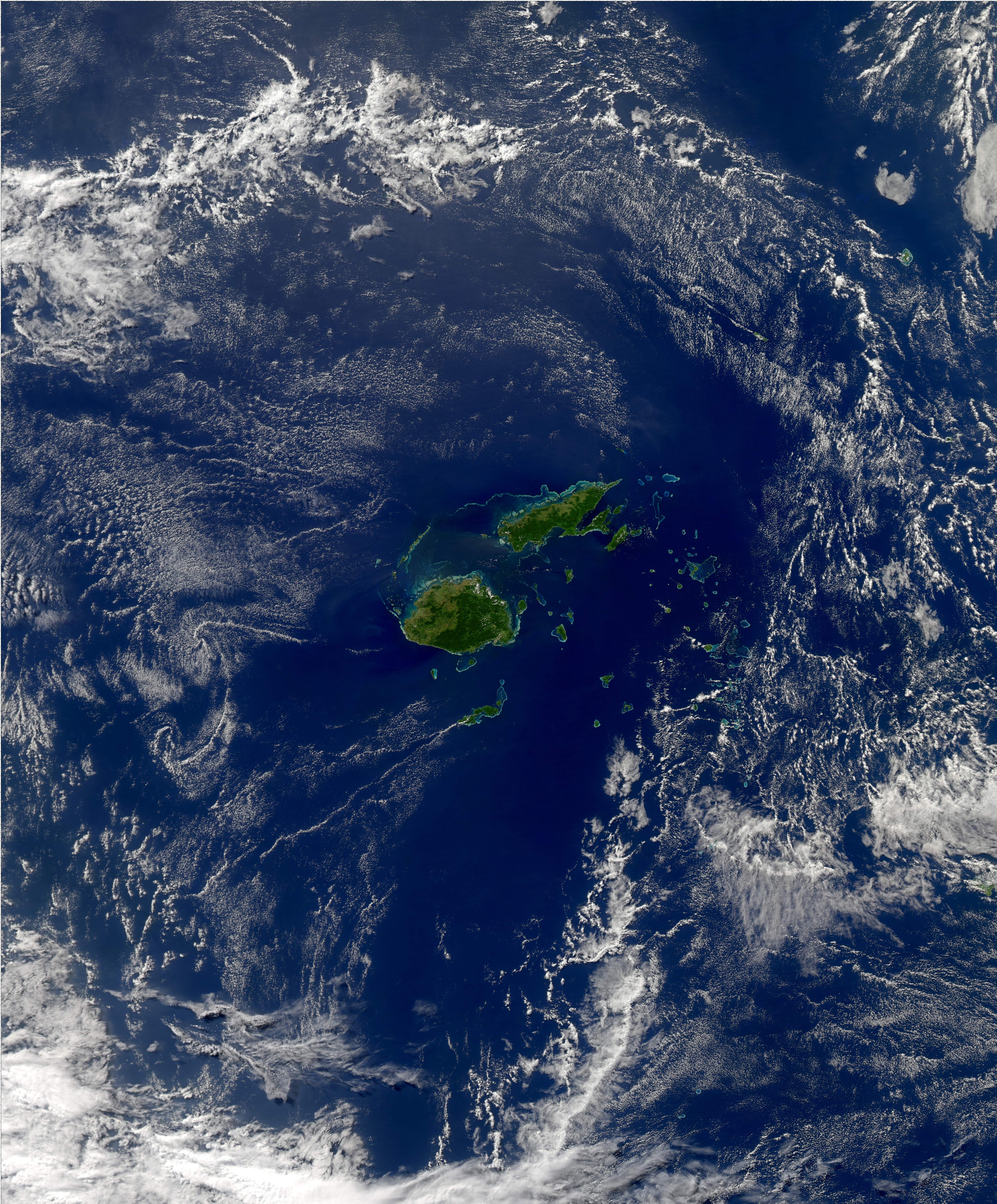
Archipiélago Fiyi, donde puede verse, al norte, el arrecife de Cakaulevu, que alberga el sitio Ramsar de Qoliqoli Cokovata en la isla norte.

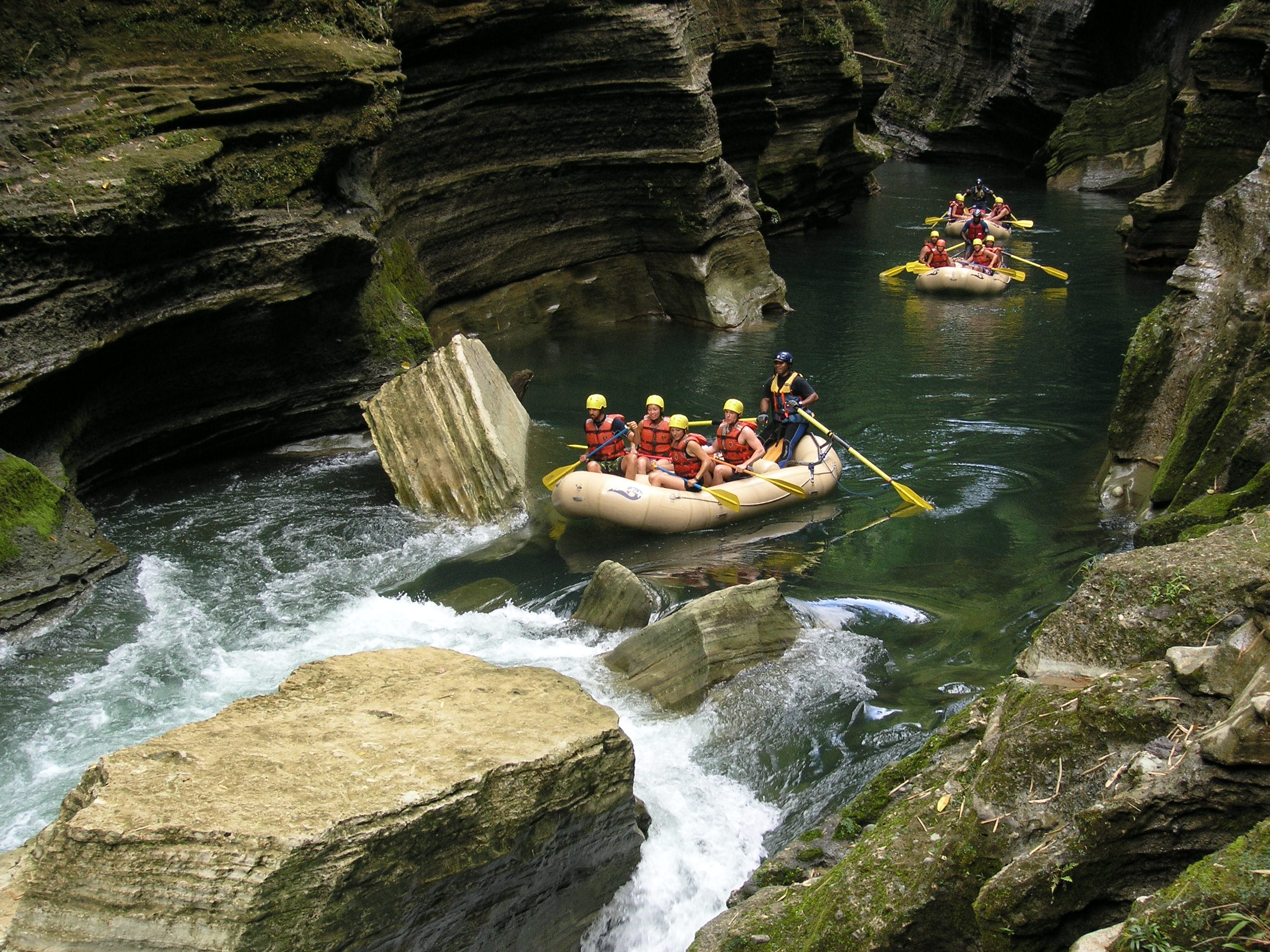
Rafting en el área de conservación de Upper Navua, sitio Ramsar.

- Qoliqoli Cokovata, 1349 km² (kilómetros cuadrados), 16°22′S 179°02′E. Parte de un extenso sistema de barrera de arrecifes conocido como Great Sea Reef (GSR) o, localmente, como Cakauvelu. Tiene unos 260 km (kilómetros) de longitud y es el tercero más largo del mundo. La zona de Qoliqoli Cokovata es el corazón de la biodiversidad del arrecife, al norte de la isla de Vanua Levu, que contiene una amplia variedad de formas coralinas, praderas marinas asociadas y manglares que albergan lugares de puesta de tortugas amenazadas como la tortuga carey, la tortuga verde, la tortuga laúd y la tortuga boba. También alberga al menos ocho especies de peces amenazadas, como el mero gigante, el pez Napoleón y el loro cototo verde. En las praderas marinas abundan, además de los peces, moluscos, crustáceos, pepinos de mar, etc. Las amenazas pasan por los vertidos de los asentamientos cercanos, las plantaciones de caña de azúcar y los molinos.[24]

- Área de conservación de Upper Navua, 615 ha (hectáreas), 18°07′S 177°56′E. Está en una estrecha garganta del curso alto del río Navua, en las tierras altas centrales de la isla de Viti Levu. Tiene unos 75 m (metros) de profundidad y de 5 a 25 m de anchura y alberga una importante variedad de flora y fauna, que incluye la palmera Metroxylon vitiense. En el río hay al menos dos especies endémicas de peces, Redigobius leveri y Schismatogobius chrysonotus, y en los bosques hay al menos 17 especies endémicas de aves. La zona se mantiene virgen debido a su relativa inaccesibilidad, aunque amenazada por los alojamientos para turistas. Está gestionada por el Native Land Trust Board.[25]